# Beschaffungsdienst GaLaBau
Beschaffungsdienst GaLaBau ist eine deutsche Fachzeitschrift, die beim Rolf Soll Verlag in Hamburg erscheint und zum Teil auch in europäischen Nachbarländern vertrieben wird. Sie hat derzeit eine Auflage von etwa 14.000 Exemplaren.
Beschaffungsdienst GaLaBau hat Zielgruppen im Bereich Garten- und Landschaftsbau, sowohl im privatwirtschaftlichen als auch im öffentlichen Bereich.
Seit dem Jahre 1984 berichtet Beschaffungsdienst GaLaBau mit praxisnahen Beiträgen über den Garten- und Landschaftsbau in Deutschland. In jeder Ausgabe werden unterschiedliche Fachthemen abgehandelt. Dazu kommen aktuelle Meldungen aus allen themenverwandten Bereichen.
Die Zeitschrift wird größtenteils im Sinne der Controlled Circulation vertrieben, d. h. die Abonnenten der Zielgruppen aus dem Garten- und Landschaftsbau erhalten das Magazin kostenfrei. Über 85 % der Auflage werden kostenfrei ausgeliefert.
Die vierte Umschlagseite jeder Ausgabe wird als Datenträger und als Antwortschein (im Sinne der Elektronischen Beschaffung) für das Kennwortsystem genutzt.
Ergänzend zum Printmedium soll das Online-Portal seit 1995 die Aktivitäten unterstützen. Auf den Seiten finden sich Nachrichten aus dem Bereich des Garten- und Landschaftsbaus. Neben einem RSS-Web-Feed und einem Internetforum befindet sich hier ein Verzeichnis von Unternehmen aus dem Garten- und Landschaftsbau sowie von Zulieferern und Lieferanten der Branche.